# Kościół Matki Bożej Królowej Różańca Świętego w Piasecznie
Kościół Matki Bożej Królowej Różańca Świętego w Piasecznie – katolicki kościół filialny zlokalizowany we wsi Piaseczno w gminie Banie, w powiecie gryfińskim (województwo zachodniopomorskie). Należy do parafii Matki Bożej Wspomożenia Wiernych w Baniach.

## Historia i architektura
Powstanie kościoła związane jest z zakonem templariuszy, osadzonych przez księcia Barnima I na ziemi bańskiej w 1234 roku. Wzniesiony został z regularnie ciosanych bloków kamiennych. Archaiczna forma budowli (absyda, półokrągło zakończone okna i portale) wskazuje na jej wczesną metrykę, przypuszczalnie koniec 1. połowy XIII wieku. Kościół jest orientowaną budowlą salową, wzniesioną na planie prostokąta o wymiarach 19,9 × 8,2 m. W XVIII wieku nad zachodnią częścią nawy dodana została drewniana, oszalowana wieża dzwonna. Prezbiterium zakończone jest półkolistą absydą, węższą od nawy. Podczas dokonanej w 1851 roku przebudowy rozebrano przylegającą do absydy od strony północnej zakrystię. 
W elewacji zachodniej kościoła znajduje się trójuskokowy, ostrołukowo zakończony portal wejściowy, po bokach którego znajdują się małe ostrołukowe okienka. W ścianie południowej widoczny jest ślad po zamurowanym wysokim portalu wejściowym na wieżę od strony zachodniej oraz mniej więcej w połowie elewacji po drugim, niskim portalu zakończonym półokrągło pojedynczym blokiem kamiennym. W elewacjach bocznych znajduje się po pięć okien zakończonych półokrągłymi łukami, w absydzie natomiast trzy okna. Ościeża okien są gładzone i malowane na biało. Kościół nakryty jest blaszanym dachem.
We wnętrzu kościoła zachowała się bezstylowa empora organowa i neogotyckie witraże. Płaskie, drewniane sklepienie pokrywają malowidła z ornamentyką roślinną i scenami biblijnymi. Na wieży zawieszony jest dzwon z 1620 roku.
Od XVI wieku kościół był świątynią luterańską. Po II wojnie światowej został rekonsekrowany jako świątynia katolicka w 1946 roku.
Do kościoła przylega teren dawnego cmentarza, otoczony kamiennym murem z przyporami i murowaną z cegły neoromańską furtą. Na cmentarzu zachował się pomnik ku czci poległych w I wojnie światowej, przerobiony na cokół figury maryjnej.